# Шамоніно
Шамо́ніно (рос. Шамонино, башк. Шамонин) — присілок (у минулому селище) у складі Уфимського району Башкортостану, Росія. Входить до складу Русько-Юрмаської сільської ради.
Населення — 258 осіб (2010; 25 в 2002).
Національний склад:
- росіяни — 100 %